# Benjamin Waterhouse
Benjamin Waterhouse (Newport, Rhode Island, 4 de março de 1754 – Cambridge, Massachusetts, 2 de outubro de 1846) foi um médico estadunidense. Foi co-fundador e professor da Harvard Medical School. É conhecido principalmente como o primeiro médico a testar a vacina contra a varíola nos Estados Unidos, que aplicou em membros de sua família.

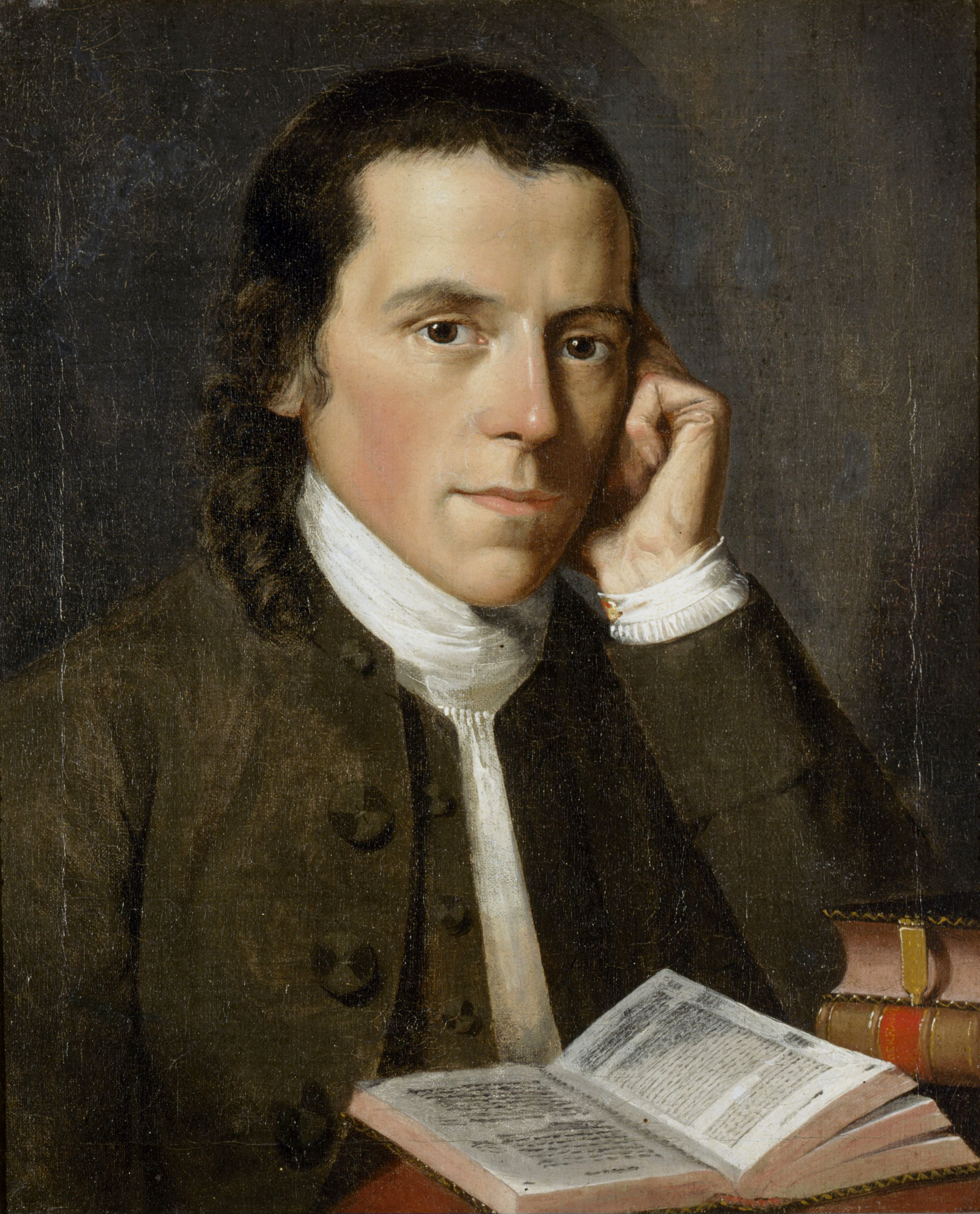
Retrato de Waterhouse por Gilbert Stuart, 1775

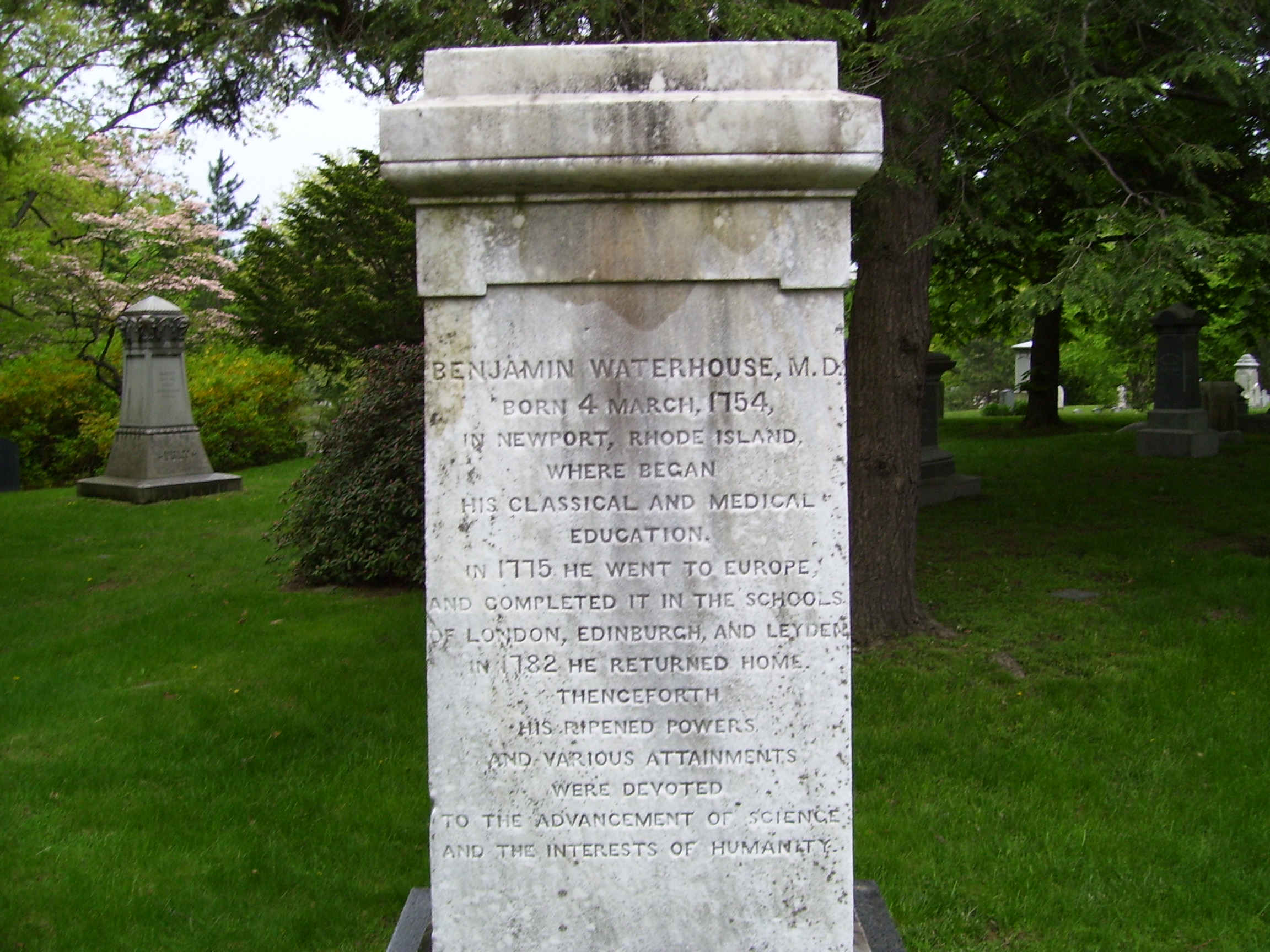
Sepultura de Waterhouse no Mount Auburn Cemetery

## Obras
- A Synopsis of a Course on the Theory and Practice of Medicine. In Four Parts (1786)
- The Rise, Progress, and Present State of Medicine (1792)
- A Prospect of Exterminating the Small Pox, Part I (1800), Part II (1802)
- Cautions to Young Persons Concerning Health...Showing the Evil Tendency of the Use of Tobacco...with Observations on the Use of Ardent and Vinous Spirits (1805)
- Information Respecting the Origin, Progress, and Efficacy of the Kine Pock Inoculation (1810)
- The Botanist, Being the Botanical Part of a Course of Lectures on Natural History...Together with a Discourse on the Principles of Vitality (1811)[2]